# Smilax jamesii
Smilax jamesii es una especie de planta trepadora perteneciente a la familia  Smilacaceae, es originaria de Norteamérica. 

## Descripción
Esta es una enredadera rizomatosa ramificada que alcanza un tamaño de 2 a 3 metros de longitud. Las hojas son de color verde oscuro y tienen hojas triangulares de hasta 8 centímetros de largo por 7 de ancho, de forma ovalada. Tiene numerosos zarcillos. La inflorescencia es una umbela en forma de racimo de flores en las axilas de las hojas. Las inflorescencias masculinas contienen hasta 20 flores, y las inflorescencias más grandes femeninas pueden tener 40. Las flores masculinas y femeninas tienen pétalos similares, pero la flor femenina tiene un ovario esférico en el centro. La fruta madura es de color azul, es una baya de poco menos de un centímetro de ancho que se convierte en marrón cuando se seca. 

## Distribución y hábitat
Es endémica en el norte de California, donde se le conoce desde las montañas del Río Klamath y los picos más australes de la Cordillera de las Cascadas. También puede encontrarse al norte de la frontera del estado de Oregon.  Crece en lugares húmedos como orillas de los lagos y arroyos de montaña, bosques de coníferas. Se descubrió que era una nueva especie cuando ejemplares de herbario que se creía que eran de Smilax californica fueron reexaminados.

## Taxonomía
Smilax jamesii fue descrita por G.A.Wallace y publicado en Brittonia 31(3): 416–420, f. 1–2, en el año 1979.
Etimología
Smilax: nombre genérico que recibe su nombre del mito griego de Crocus y la ninfa Smilax. Aunque este mito tiene numerosas formas, siempre gira en torno al amor frustrado y trágico de un hombre mortal que es convertido en una flor, y una ninfa del bosque que se transforma en una parra.
jamesii: epíteto